# Cantó de Levallois-Perret-Nord
El cantó de Levallois-Perret-Nord és un antic cantó francès del departament dels Alts del Sena, que estava situat al districte de Nanterre. Comptava amb part del municipi de Levallois-Perret.
Al 2015 va desaparèixer i el seu territori es va repartir entre el cantó de Clichy i el cantó de Levallois-Perret.

## Municipis
- Clichy (part)
- Levallois-Perret (part)

## Història
| Data d'elecció                           | Identitat          | Partit | Qualitat |
| ---------------------------------------- | ------------------ | ------ | -------- |
| 1967-1979                                | Suzy Cohen         | PCF    |          |
| 1979-1985                                | Jacqueline Uzan    | PCF    |          |
| 1985-1998                                | Brigitte de Coster | RPR    |          |
| 1998-2004                                | Thierry David      | PS     |          |
| 2004-2011                                | Isabelle Balkany   | UMP    |          |
| 2011-                                    | Sylvie Ramond      | UMP    |          |
| les dades anteriors no són pas conegudes |                    |        |          |
|                                          |                    |        |          |

## Demografia
| A partir de 1990: Població sense dobles comptes |